# 貝原怜奈
貝原 怜奈（かいはら れいな、1981年1月21日 - ）は、女性声優・舞台女優。クロコダイル所属。東京都中野区生まれ、神奈川県出身。

## 略歴
9回くらい引越ししており、子供の頃、新潟県に住んでいたという。
子供の頃の夢はデザイナーになる事だったが、色々あって断念したという。
高校3年生で声優になろうと思ったという。東映アニメーション研究所卒業。スターダス・21所属後、フリーで活動していたが、2018年4月よりクロコダイルに預かりとして、2019年1月より準所属として所属している。

## 人物
趣味は主に広島カープで野球観戦、歌を歌う、カエルグッズを集める。特技はイラスト、フライヤー作り、お菓子作り。
幼稚園はキリスト教で、歌もお遊戯会の劇もイエス・キリスト関連で、初めての舞台は天使役だった。
小学校時代はバレエとエレクトーンと絵画教室に通っていた。
中学時代は美術部部長を務めていた。
3人姉弟で弟、妹がいる。

## 出演

### テレビアニメ
2000年代
- おジャ魔女どれみドッカ〜ン！（2002年、男の子）
- おもいっきり科学アドベンチャー そーなんだ!（2003年、姫）
- 新釈 眞田十勇士（2005年、於市）
- スーパーロボット大戦OG -ディバイン・ウォーズ-（2006年、シャイン・ハウゼン）
- しゅごキャラ!!どきっ（2008年、まお）
- CLANNAD（2008年、放送委員）

2010年代
- スーパーロボット大戦OG -ジ・インスペクター-（2010年、シャイン・ハウゼン）

2020年代
- 邪神ちゃんドロップキックX（2022年、子供〈2〉、スタッフ）
- さようなら竜生、こんにちは人生（2024年、ディナ）

### ゲーム
時期不明
- サンクチュアリーJ（モーションキャプチャーとして）
- ネギま（モーションキャプチャーとして）

2004年
- スーパーロボット大戦GC（サリー・エーミル）

2006年
- スーパーロボット大戦XO（サリー・エーミル）

2007年
- スーパーロボット大戦OG ORIGINAL GENERATIONS（シャイン・ハウゼン）
- スーパーロボット大戦OG外伝（シャイン・ハウゼン）

2011年
- ガチトラ! 〜暴れん坊教師 in High School〜（コメンテーター）

2012年
- 第2次スーパーロボット大戦OG（シャイン・ハウゼン）

2013年
- スーパーロボット大戦OG INFINITE BATTLE（シャイン・ハウゼン）

2016年
- スーパーロボット大戦OG ムーン・デュエラーズ（サリー・エーミル、シャイン・ハウゼン）

2021年
- ブルーアーカイブ -Blue Archive-（2021年 - 2024年、小鈎ハレ）
- 少女廻戦 時空恋姫の万華境界へ（張苞、王允）

2023年
- スーパーロボット大戦DD（シャイン・ハウゼン）

### デジタルコミック
- ざーこざこざこざこ先生（2022年、生徒[20]）
- 末期ガンでも元気です 38歳エロ漫画家、大腸ガンになる（2022年、看護師[21]）
- 【急募】猜疑王の契約王妃（※短期のお仕事です）（2023年、シスターアンリエット）[22]

### 吹き替え
- イン・ジャングル 地獄からの脱出（クリッシー）
- オーメン
- クリスマスに雪が降れば（ミナ、幼年期のスアン）
- 恋歌（幼年期のミョンヒョン 他）
- ジャスミンの花開く（莉の彼の妹）
- 少林武王（河野華子）
- 真実ゲーム（チヒ）
- セカンドネイチャー（ボビー）
- 太極英雄
- 太極神拳（幼年期の阿生、女の子 他）
- バイ・ジュン〜さらば愛しき人よ
- 四姉妹物語（ヘジョンの子供の頃、ミナ 他）

### ラジオ
- 今夜もカツカレー（パーソナリティ）
- ショッカーO野の秘密基地へようこそ!!（アシスタント）
- あにらじら〜な（パーソナリティ）[23]

### 舞台
- どうして大人は？（演出：大西桂太）
- 女中あい史（演出：阿木翁助）
- いのちの木（演出：岡田和子）
- TANITA
- 銀河鉄道の夜

### その他コンテンツ
- 川崎フロンターレ公認キャラクター（カワサキまるこ）
- 金曜競馬CLUB(チバテレ、テレ玉、2023年2月24日)[24]

## ディスコグラフィ

### キャラクターソング
| 発売日         | 商品名                                                               | 歌 | 楽曲                                  | 備考                                                              |
| -------------- | -------------------------------------------------------------------- | --- | ------------------------------------- | ----------------------------------------------------------------- |
| 2011年4月6日   | スーパーロボット大戦OG ジ・インスペクター オリジナルサウンドトラック | ラトゥーニ・スゥボータ（平井理子）、シャイン・ハウゼン（貝原怜奈）                                       | 「Fairy Dang-Sing〜月下に妖精は舞う」 | テレビアニメ『スーパーロボット大戦OG -ジ・インスペクター-』挿入歌 |
| 2023年12月25日 | ブルーアーカイブ 青春あんさんぶる Vol.2「ヴェリタス」                | ヴェリタス                                                                                               | 「Get Over the World」                | ゲーム『ブルーアーカイブ -Blue Archive-』関連曲                   |
| 2024年1月21日  | 澄んだ青空、萌ゆる心                                                 | カスミ（上坂すみれ）、ユカリ（村上まなつ）、モミジ（大亀あすか）、ハレ（貝原怜奈）、エイミ（松永あかね） | 「澄んだ青空、萌ゆる心」              | ゲーム『ブルーアーカイブ -Blue Archive-』関連曲                   |

### ユニットメンバー
1. ↑  チヒロ（山村響）、コタマ（高川みな）、ハレ（貝原怜奈）、マキ（三上枝織）